# Taste Media
La Taste Media è un'etichetta discografica che ha prodotto album di gruppi musicali come Muse e Shed Seven. I fondatori dell'azienda sono stati Safta Jaffery (ex direttore esecutivo di Decca Records e Magnet Records) e Dennis Smith, che fornì gli Samwills Studio (Cornovaglia) per le registrazioni dei dischi.

## Dischi prodotti
La Taste Media produsse i primi tre album studio dei Muse Showbiz, Origin of Symmetry e Absolution, prodotti inoltre dall'etichetta australiana Mushroom Records. Oltre ai Muse, la Taste Media ha prodotto One Life Fits All dei One Minute Silence, No Push Collide dei Serafin, l'album live dei Shed Seven Where Have You Been Tonight? e il singolo Why Can't I Be You?, pubblicati nel 2003.